# Памятник А. В. Кольцову (Воронеж, Кольцовский сквер)
Памятник Алексею Васильевичу Кольцову расположен в Воронеже в Кольцовском сквере.

## История памятника
Памятник А. В. Кольцову в Кольцовском сквере является одним из старейших в Воронеже — он был установлен вторым после памятника Петру I. Инициатором установки скульптуры выступила родная сестра поэта — А. В. Андронова. Она же организовала сбор пожертвований, а средства на возведение памятника собирались по подписке.
Художник , архитектор  Александр Антонович Кюи (с 1854 года работал в Воронеже)  выполнил общий рисунок бюста, исполненного затем Августино Трискорни,  скульптором  итальянского происхождения из Санкт-Петербурга, руководил установкой памятника и планировал сквер. 
Памятник был изготовлен из белого каррарского мрамора и выполнен в виде изящного бюста на высоком постаменте в традициях классицизма на античный манер. Постамент для памятника также представляет собой произведение искусства — он украшен выступами, венками, гирляндами и розетками. Сам постамент сделан в виде немного сужающейся призмы с фигурным завершением. На лицевой грани памятника расположена надпись «Алексей Васильевич Кольцов». После установки памятника возникла традиция высаживать вокруг него пальмы в кадках.
Памятник был установлен в центре Воронежа, и 27 октября 1868 г. состоялось его торжественное открытие. Во время церемонии присутствовал дипломатический представитель США в Российской Империи Е. Скайлер, который был поклонником таланта поэта.
Вскоре вокруг памятника был разбит Кольцовский сквер. В 1871 г. была сооружена металлическая решётка-ограды по периметру сквера. В начале июня 1876 г. около памятника заработал фонтан.
Вначале памятник располагался на центральной аллее сквера (на месте современной проезжей части) и был повёрнут в сторону Плехановской улицы. После реконструкции сквера и прилегающего квартала памятник переместили на новое место в сквере, развернув спиной к площади Ленина.
В 1942 г. Правобережная часть Воронежа была захвачена немецкими войсками. Хотя сам памятник в ходе боевых действий не пострадал, немцы устроили вокруг него военное кладбище. После освобождения Воронежа советскими войсками это кладбище было ликвидировано, а сквер был засажен новыми деревьями.
В 1960 г. сквер был расширен, фонтан вокруг него в 1977 г. был заменён на цветомузыкальный.
К 200-летию со дня рождения поэта (2009-й год — год А. В. Кольцова в Воронежской области) сквер был обновлён, местность вокруг него была облагорожена. На самом памятнике облицовочные мраморные плиты заменили на более долговечные гранитные.